# 伊東幸子
伊東 幸子（いとう さちこ、1980年10月25日 - ）は、青森放送（RAB）のアナウンサー。身長160cm。血液型はB型。
愛称は さっちゃん、さっちん、いとっち、さつこ、おさちねえさん、さちこるん など。同期入社の筋野裕子と組んだ「ダブルS」というユニットがある。

## 来歴
福島県福島市の出身で、東北福祉大学に進学。大学の先輩に矢野燿大と金本知憲がいた縁で、選手や監督として在籍していた阪神タイガースのファンであることを公言している。
大学卒業後の2003年4月1日付でアナウンサーとしてRABに入社してからは、『良平のラジオにおいでよ!!』のパートナーやニュース番組のキャスターなどを務めている。2006年には、第27回NNSアナウンス大賞のラジオ部門特別新人賞を受賞した。

## 人物
- 自分が食べたメロンパンの詳細を『メロンパンノート』なるものに記している。
- 食べることに関しては人並み以上に強いこだわりを持っている。
- 歯笛を特技としている[2]。
- 牛タンが大好物。
- 小学生の頃はミニ四駆が大好きで、自分でマシンを改造して男子に交じってレース大会に出ていた。好きなマシンはアバンテJr.
- 29歳の時、6年間付き合った大学時代の同級生から、メールで「別れてくれ」とだけ言われ別れた。
- エアバンド受信を趣味にしており、航空無線を受信する為の受信機を持っている。
- 青森県内で「radiko」のエリアフリーサービスを利用できるようになってからは、朝日放送ラジオ（RABのラジオ部門と同じくJRNとNRNに加盟している民放局）の『サクサク土曜日　中邨雄二です』（朝日放送テレビのスポーツアナウンサーでありながら「阪神ファン」を公言している中邨雄二がパーソナリティを務める生ワイド番組）を「radiko」経由で愛聴。2022年9月17日放送分に「半熟熟女」というラジオネームでメッセージを投稿したところ、このメッセージが実際に紹介された。実際には住所を記さずに投稿していたことから、記念品の送り先を放送後にスタッフが確認した際に、投稿の主が他局の現役のアナウンサー（伊東）であることが判明。翌週（24日）の放送にも「髪はショートお箸はライト｣というラジオネームでメッセージを送っていたため、中邨による放送での事情説明や青森放送との調整などを経て、10月15日放送分の「雄ちゃんのおしゃべり宝箱」（9時台前半のコーナー）に電話で出演した（当該項にも詳述）。

## 出演番組

### ラジオ
- お昼はいただきミュージックランチ
- ナイトブリッジ・フォー・ユー、さっちのVIVA!ナイト☆
- kira-kira☆、スゥイングイヤリングス
- いってらっしゃい!小学生の作文リレー
- あおもり長寿セミナー
- あおもりTODAY（月1回水曜の公開放送日のスタジオ担当）
- AN-HITORI
- 海の気象ニュース
- 東奥日報ニュース
- 良平のラジオにおいでよ!!
- 朝の民謡
- 今日も!あさぷり（月曜・金曜担当、2016年4月8日 - ）
- GO!GO!らじ丸（第2水曜日の公開生放送担当、2014年10月 - ）
- 魅惑のヒットパレード（山内千代子の産休を機に2010年3月から担当。山内の職場復帰後も引き続き担当）
- 畑でグラッツェ
- RAB 月曜夜話（不定期）
- 唄っこいいもの（2016年4月2日 - ）
- ニュース&ウェザー
- 十日市秀悦のサタデー横丁（ニュースと15時台のJRA中央競馬中継の案内のみ）
- 麻生しおりの土曜はキュン（2022年11月19日・鮫島大史のピンチヒッター）

### テレビ
- 生テレビ（後の@なまてれ）
- RABニュースレーダー・天気予報
- 活彩あおもり
- 今夜くらべてみました（2017年11月15日）
- 東奥日報ニュース（土曜昼前から夜と日曜夕方から夜を担当）
- サンデー流暮らしの知恵袋（2010年4月から担当・テレビとラジオも担当）
- 青森県高校入試速報（2022年3月8日）
- 1550ニュースレーダーWith
  - 金曜MC（2022年10月7日 - ）
  - 火曜MC（2022年12月6日 - ）
- 千鳥かまいたちゴールデンアワー全国テッパンアナウンサースペシャル(2025年6月11日、濱野壱清アナと出演)